# Dormitory
Dormitory (títol original en turc, Yurt) és una pel·lícula dramàtica de coming-of-age del 2023. Produïda entre Turquia, Alemanya i Fraça, és escrita i dirigida per Nehir Tuna, en el seu debut al llargmetratge. S'ha subtitulat al català.
La pel·lícula es va estrenar a la 80a edició del Festival de Cinema de Venècia, a la secció Horitzons. La pel·lícula també es va projectar al Festival Internacional de Cinema de Marràqueix de 2023, on Doğa Karakaş va ser premiat com a millor actor.

## Sinopsi
Obligat a abandonar la comoditat de la llar, l'Ahmet, de 14 anys, és enviat a un internat només per a nois, on ha de sortejar expectatives familiars, obligacions religioses i la infància a la qual s'aferra.

## Repartiment
- Doğa Karakaş com a Ahmet
- Can Bartu Aslan com a Hakan
- Ozan Çelik com a Yakup
- Tansu Biçer com el pare
- Didem Ellialti com la mare

## Producció
Per a la pel·lícula, Nehir Tuna es va basar en la seva pròpia experiència assistint a un internat religiós durant cinc anys. La pel·lícula és una seqüela del seu curtmetratge premiat The Shoes, i és una coproducció de l'empresa turca TN Yapım, l'alemanya Red Balloon Film GmbH i la francesa Ciné-Sud Promotion, amb el suport de la beca del Sundance Institute per a producció i desenvolupament cinematogràfic. El rodatge va tenir lloc a Esmirna, a la regió de l'Egeu, entre 2019 i 2022.

## Rebuda
La pel·lícula va ser descrita com "una sorpresa agradable, que ofereix la història paradoxal d'un adolescent atrapat entre les tensions religioses i explosions de testosterona".